# Кац, Пине
Пине Кац (идиш פּיניע כ"ץ‎‎; 20 декабря 1881, Гроссулово, Тираспольский уезд, Херсонская губерния, Российская империя — 7 августа 1959, Буэнос-Айрес, Аргентина) — еврейский публицист и переводчик, центральная фигура еврейской журналистики в Аргентине. Писал на идише.

## Биография
Пине Кац родился 20 декабря 1881 года (2 января 1882 года по новому стилю) в еврейском местечке Гроссулово (ныне посёлок Великая Михайловка, районный центр Великомихайловского района Одесской области Украины), расположенном на реке Кучурган. В пятнадцатилетнем возрасте стал рисовальщиком вывесок в Тирасполе. В 1903 году был призван в армию, служил в пехотном гарнизоне, расположенном в польском местечке Козенице, в 1905 году поселился в Одессе, где в участвовал в революционном движении. В том же году уехал в Краков, оттуда в Париж и 19 апреля 1906 года прибыл в Аргентину, где занялся журналистикой и литературной деятельностью, вступил в коммунистическую партию.
В 1917 году основал и до конца жизни был редактором главной аргентинской ежедневной газеты на идише «Ди Пресэ» (Пресса); работал вместе с Янкев Ботошанским. Вместе с И. Хельфманом основал также газету «Ди найе цайтунг». Кроме того, был одним из учредителей и многолетним руководителем аргентинского филиала ИКУФ (Идишер Култур-Фарбанд — Еврейского культурного объединения), представитель Аргентины на всемирном конгрессе этой организации в 1937 году в Париже; в 1932 году участвовал в создании ЦВИШО (Централэ Вэлтлэхэ Шул Организацие — Центральной организации светских еврейских школ в Аргентине) и школы Шолом-Алейхема в Буэнос-Айресе.

## Публицистическая и переводческая деятельность
Опубликовал монографию «Цу Дэр Гешихтэ Фун Дэр Идишер Журналистик Ин Буэнос-Айрес» (К истории еврейской журналистики в Буэнос-Айресе, 1929), составил «Пинкес-Варше» (Книга Памяти Варшавы, 1955) и Антологию еврейской литературы в Аргентине (1944). Собрание сочинений Каца на идише в девяти томах вышло в Буэнос-Айресе в 1946—1947 годах. Много занимался переводческой деятельностью, среди прочего перевёл на идиш и издал отдельными книгами «Дон Кихота» Сервантеса («Дэр Адэликер Балмойех Дон Кихот Фун Ла Манча»; в двух томах, 1950—1951), романы «Los gauchos judios» Альберто Герчунова («Идн-Гаучн», евреи-гаучо, 1952), «Тетрадь найденная в Сунчоне» Романа Кима («Дэр Гефунэнэр һэфт Ин Сучон», 1952), Альфредо Варелы («Дэр Финцтэрэр Штром» — мутный поток, 1953), «Алитет уходит в горы» Тихона Сёмушкина (Алитет Гейт Авэк Ин Ди Берг, 1955), «Какао» Жоржи Амаду («Инэм Малхэс Фун Какао» — в царстве какао, 1956), «Мужество» Веры Кетлинской («Мут», 1956), «Кочубей» Аркадия Первенцева (1957), «Дом на площади» Эммануила Казакевича (дэр һойз афн штот-плац, 1957).
Обнаруженные Хавьером Синаем архивные материалы к книге Пине Каца «К истории еврейской журналистики в Аргентине», стали основой нового издания этой книги на испанском языке в 2021 году (Ящик с письмами: обнаруженные и восстановленные «Заметки для истории еврейской журналистики в Аргентине» Пине Каца).

## Книги П. Каца
- צו דער געשיכטע פֿון דער ייִדישער זשורנאַליסטיק אין בוענאָס-אײַרעס (цу дэр гешихтэ фун дэр идишер журналистик ин Буэнос-Айрес). Буэнос-Айрес: Идише Литератн Ун Журналистн Фарэйн Ин Аргентинэ (Союз еврейских литераторов и журналистов в Аргентине), 1929.
- אַנטאָלאָגיִע פֿון דער ייִדישער ליטעראַטור אין אַרגענטינע (антологие фун дэр идишер литэратур ин Аргентинэ). Буэнос-Айрес: Гезэлтшафтлэхэр Комитет, 1944.
- געקליבענע שריפֿטן (геклибэнэ шрифтн — собрание сочинений, в 9 тт.). Буэнос-Айрес: ИКУФ, 1946—1947.
- פּנקס-װאַרשע (пинкес-Варше — сказание о Варшаве). Буэнос-Айрес, 1955.
- Pinie Katz. Paginas Selectas. Buenos-Aires: IKUF, 1980.
- Pinie Katz. La caja de letras: Hallazgo y recuperación de «Apuntes para la historia del periodismo judío en la Argentina» (Ящик с письмами: обнаруженные и восстановленные «Заметки для истории еврейской журналистики в Аргентине» Пине Каца). Сост. и прим. Javier Sinay. Buenos-Aires: Ediciones Del Empedrado, 2021. — 324 p[6][7].